# Izbicki Przełom Wieprza
Izbicki Przełom Wieprza este o arie protejată (sit de importanță comunitară — SCI) din Polonia întinsă pe o suprafață de 1.778,06 ha, integral pe uscat.

## Localizare
Centrul sitului Izbicki Przełom Wieprza este situat la coordonatele 50°55′10″N 23°08′15″E / 50.9194°N 23.1376°E.

## Înființare
Situl Izbicki Przełom Wieprza a fost declarat sit de importanță comunitară în august 2007 pentru a proteja 8 specii de animale.

## Biodiversitate
Situată în ecoregiunea continentală, aria protejată conține 5 habitate naturale: Lacuri eutrofice naturale cu vegetație de tip Magnopotamion sau Hydrocharition, Râuri cu maluri nămoloase cu vegetație de Chenopodion rubri p.p. și Bidention p.p., Pajiști uscate seminaturale și facies de acoperire cu tufișuri pe substraturi calcaroase (Festuco-Brometalia) (* situri importante pentru orhidee), Liziere de ierburi înalte hidrofile de câmpie și de nivel montan până la alpin, Fânețe de joasă altitudine (Alopecurus pratensis, Sanguisorba officinalis).
La baza desemnării sitului se află mai multe specii protejate:
- amfibieni (1): buhai de baltă cu burta roșie (Bombina bombina)
- mamifere (2): castor (Castor fiber), vidră de râu (Lutra lutra)
- nevertebrate (4): albilița portocalie (Colias myrmidone), fluturele purpuriu (Lycaena dispar), Phengaris nausithous, Phengaris teleius
- pești (1): țipar (Misgurnus fossilis)